# Христодулу, Христос
Христос Христодулу (греч. Χρήστος Χριστοδούλου; род. 1958, Драма) — греческий военный, генерал авиации в отставке. С 16 января 2017 года по 25 января 2019 года занимал должность начальника Главного штаба ВВС Греции.

## Биография
Родился в Драме в 1958 году. В 1977 году поступил в Академию ВВС Греции, которую окончил в 1981 году со званием младшего лейтенанта.
Учился в школе тактики оружия, школе радиоэлектронной борьбы в Сакраменто, США и нескольких других специализированных учебных заведениях.
Имеет две степени магистра Эссекского университета Великобритании (диплом в области вычислительной техники и степень магистра в области компьютерных наук).
С июня 1981 года по июль 2000 года служил 111-й боевой эскадрилье/341-й эскадрильи первоначально как лётчик эскадрильи и позже был повышен до командира эскадрильи. С июля 2000 года по август 2002 года был сотрудником планового отдела штаба Сил воздушного быстрого реагирования в Калькаре, Германия.
С августа 2002 года по сентябрь 2004 года — директор по боевым операциям и подготовке 115-й боевой эскадрильи. С сентября 2004 года по октябрь 2005 года — начальник отдела в Директирования стандартизации оценки — АТА, с октября 2005 года по июль 2006 года — начальник отдела управления противовоздушной обороны АТА с. Служил на различных должностях в штабе тактических ВВС до марта 2013 года (в хронологическом порядке) в должности начальника стандартизации — оценки, начальником управления информационных технологий, начальником управления военного персонала и Кадрового обеспечения, с марта 2011 года по июль 2012 года — начальником штаба и заместителем начальника (август 2012 — март 2013).
С марта 2013 года по март 2014 года занимал должность начальника командования воздушной подготовки, а с марта 2014 года по март 2015 года — начальника командования воздушной поддержки. В марте 2015 года назначен начальником регулярных ВВС, а в январе 2017 года — начальником Главного штаба ВВС по сути командующим ВВС. 2 марта ему было присвоено звание генерал-лейтенанта. 25 января был назначен начальником Генерального штаба Греции с присвоением звания Генерал ВВС. 17 января 2020 года был освобождён от должности Начальника Генерального штаба национальной обороны с отправкой в отставку.
Был награждён (среди прочих наград) Орденом Почёта и Орденом Феникса, владеет английским языком.